# Список глав колониальной администрации Соломоновых Островов
Данный список представляет колониальной администрации Британского протектората Соломоновых островов (1893—1975), а также периода зависимых Соломоновых Островов (1975—1978).

## Резидент-комиссары протектората Соломоновых Островов (1896—1953)
Резидент-комиссары были подчинены верховному комиссару Западно-Тихоокеанских Территорий, который до 3 июля 1953 года одновременно являлся губернатором Фиджи.
| Имя                          | Период правления     |
| ---------------------------- | -------------------- |
| Чарльз Моррис Вудфорд        | 1896—1915            |
| Фредерик Джошуа Барнетт      | 1915—1917            |
| Чарльз Руфус Маршалл Уоркмэн | 1917—1921            |
| Ричард Ратледж Кейн          | 1921—1929            |
| Фрэнсис Ноэль Эшли           | 1929—1939            |
| Уильям Сидней Марчант        | 1939—1943            |
| Оуэн Сирил Ноэль             | 1943—1950            |
| Генри Грэм Грегори-Смит      | 1950 — 1 января 1953 |

## Губернаторы Соломоновых Островов (1853—1978)
С 1 января 1953 года губернатор Соломоновых Островов также исполнял обязанности верховного комиссара Британских Западно-Тихоокеанских Территорий и осуществлял управление непосредственно из Хониары.
| Имя                              | Период правления            |
| -------------------------------- | --------------------------- |
| Роберт Кристофер Стаффорд Стэнли | 3 июля 1952—1955            |
| Джон Гутч                        | 1955 — 4 марта 1961         |
| Дэвид Тренч                      | 4 марта 1961 — 16 июня 1964 |
| Роберт Сидни Фостер              | 16 июня 1964—1968           |
| Майкл Дэвид Ирвинг Гасс          | 6 марта 1969—1973           |
| Дональд Коллин Камин Ладдингтон  | 1973—1976                   |
| Колин Аллан                      | 1976 — 7 июля 1978          |